# Zamarada aegrotans
Zamarada aegrotans är en fjärilsart som beskrevs av Claude Herbulot 1979. Zamarada aegrotans ingår i släktet Zamarada och familjen mätare. Inga underarter finns listade i Catalogue of Life.